# Adam Clayton
Adam Charles Clayton (ur. 13 marca 1960 w Chinnor, Oxfordshire) – irlandzki muzyk rockowy, basista zespołu U2.

## Życiorys
Jest synem Briana i Jo Claytonów oraz ma dwoje rodzeństwa: siostrę Sindy i brata Sebastiana. Jego matka była stewardesą, a ojciec pilotem w siłach powietrznych. Gdy miał cztery lata, jego rodzina przeniosła się do Nairobi, gdzie jego ojciec dostał pracę jako pilot East African Airways. Później jego rodzina przeniosła się do Malahide w Irlandii, gdzie Clayton chodził do szkoły. Kiedy miał osiem lat, wysłano go do Castle Park School, szkoły z internatem w Dalkey, a pięć lat później przeniósł się do St. Columba's College w Rathfarnham, gdzie założył swój pierwszy zespół wraz z Johnem Lesliem. Później przeniósł się do Mount Temple Comprehensive School w północnym Dublinie.
Wraz z kolegami ze szkoły (Paulem „Bono” Hewsonem, Dave’em „The Edge” Evansem, Larrym Mullenem oraz Dickiem Evansem) założył grupę Feedback, która później zmieniła nazwę na The Hype, a w 1978 na U2. Oprócz gry w zespole nagrywa też z wykonawcami, takimi jak: Nanci Griffith, B.B. King czy Daniel Lanois. Wraz z Larrym Mullenem Juniorem zaaranżował utwór „Theme from Mission: Impossible”, melodię przewodnią do filmu Mission: Impossible (1996).

## Życie prywatne
Wśród byłych partnerek basisty na przełomie lat 80. i 90. XX wieku była m.in. modelka Naomi Campbell. 4 września 2013 ożenił się w Dublinie z brazylijską modelką Marianą Teixeirą.
W sierpniu 1989 został aresztowany w Dublinie za posiadanie niewielkiej ilości marihuany. Uniknął wyroku skazującego, wpłacając dużą sumę na rzecz organizacji charytatywnej.